# هيوز للطائرات (شركة)
شركة هيوز للطائرات (بالإنجليزية: Hughes Aircraft Company) كانت من بين كبرى الشركات الأمريكية في الفضاء والدفاع، تأسست في عام 1932 على يد هوارد هيوز في غلينديل، كاليفورنيا، كقسم لشركة عدة وأدوات هيوز (بالإنجليزية: Hughes Tool Company). عرف عن الشركة بأنها أنتجت العديد من المنتجات ومن أشهر تلك المنتجات طائرة إتش-4 هيركوليز (Hughes H-4 Hercules) ومسبار دخول الغلاف الجوي لمركبة الفضاء غاليليو والتحقيق دخول الغلاف الجوي التي تحملها المركبة الفضائية غاليليو، والصواريخ الموجهة من طراز إيه أي إم -4 فالكون  AIM-4 Falcon .
عام 1985 قامت شركة جنرال موتورز بالاستحواذ عليها من معهد هوارد هيوز الطبي. ولقد وضعت هيوز الطائرات تحت مظلة هيوز للإلكترونيات، التي تعرف الآن باسم دايركت، حتى باعت جنرال موتورز أصولها إلى شركة ريثيون في عام 1997.